# Zell (Neuburg an der Donau)
Zell ist ein Stadtteil der großen Kreisstadt Neuburg an der Donau im Regierungsbezirk Oberbayern und liegt am Rande des Donaumoos.
Zur Gemarkung Zell gehören fünf Ortsteile:
- Fleischnershausen (amtlich nicht benannt)
- Marienheim (Pfarrdorf)
- Rödenhof (Dorf)
- Jagdschloss Grünau (Schloss)
- Zell (Pfarrdorf)

## Geschichte

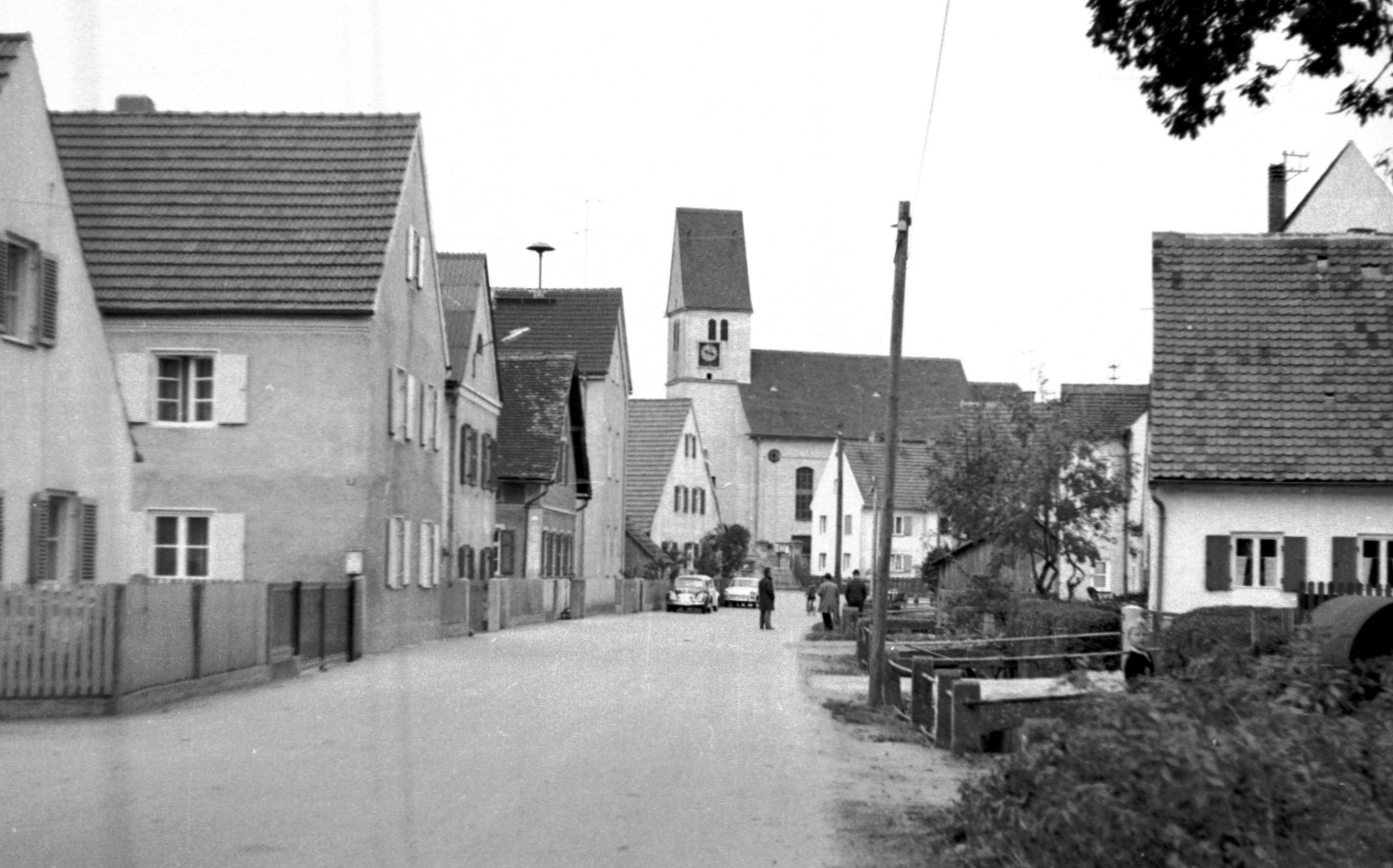
Dorfstraße von Zell vor der Absiedlung des Ortes

1007 schenkte König Heinrich II. dem Benediktinerinnenkloster in Neuburg den Ort Zell. Dies ist zugleich die älteste schriftliche Notiz über Zell. 20 Hügelgräber im Zeller Eichele bestätigen aber, dass hier schon zur Hallstattzeit Menschen hausten. In den Zeller Krautgärten kam ein Bronzemesser zum Vorschein, das aus der Latènezeit (500 v. Chr.) stammen dürfte. 15 v. Chr. führte hier bereits die Römerstraße vorbei. Zell ist seit langem ein Pfarrdorf. Die kirchlichen Rechte gehen auf das Jahr 1318 zurück.

## Die Gemeinde
Bei der Gemeindereorganisation im Jahre 1808 gehörten der Rödenhof, Maxweiler, das Gestüt Rohrenfeld und Rothheim zur Gemeinde Zell. Aber auch die Einöde Bürgerschwaige, heute baulich in den Stadtteil Heinrichsheim integriert, sowie der Englische Garten mit zwei Einwohnern, das Schloss Grünau und die Längenmühle vor den Toren Neuburgs waren Bestandteil der Kommune. Neu dazu kamen durch ihre Besiedlung Heinrichsheim und Marienheim.
Im Jahre 1837 zählte die Kolonie Heinrichsheim 34 Familien mit 225 Seelen und damit der Wunsch, eine eigene Gemeinde zu bilden. 30 Unterschriften werden dafür eingereicht mit der Begründung, die Wege nach Zell und Marienheim seien zu weit, zu schlecht und zum Teil sumpfig. Die Gemeinde Zell hatte nichts gegen die Ausgliederung. Das Ministerium genehmigte die neue Gemeinde „Heinrichsheim“ am 11. März 1838.
Als 1869 in Bayern das Amt des Bürgermeisters eingeführt wurde, machte die Regierung den Vorschlag, Zell, Bruck und Heinrichsheim zu einer Gemeinde zusammenzulegen. Am 16. August 1869 beschloss Zell, es wolle eine eigenständige Gemeinde bleiben. Die gleichen Beschlüsse fassten die anderen Orte. Die Bevölkerung neigte bei der Gebietsreform in Bayern zu einer eigenen Gemeinde mit Bruck und Heinrichsheim, was allerdings scheiterte. Die Gemeinderäte stimmten für Neuburg und so kam es am 1. Januar 1976 zur Eingliederung in die Große Kreisstadt. Am 31. Dezember 2008 zählte der Stadtteil Zell 196 Einwohner.

## Ein Dorf zieht um

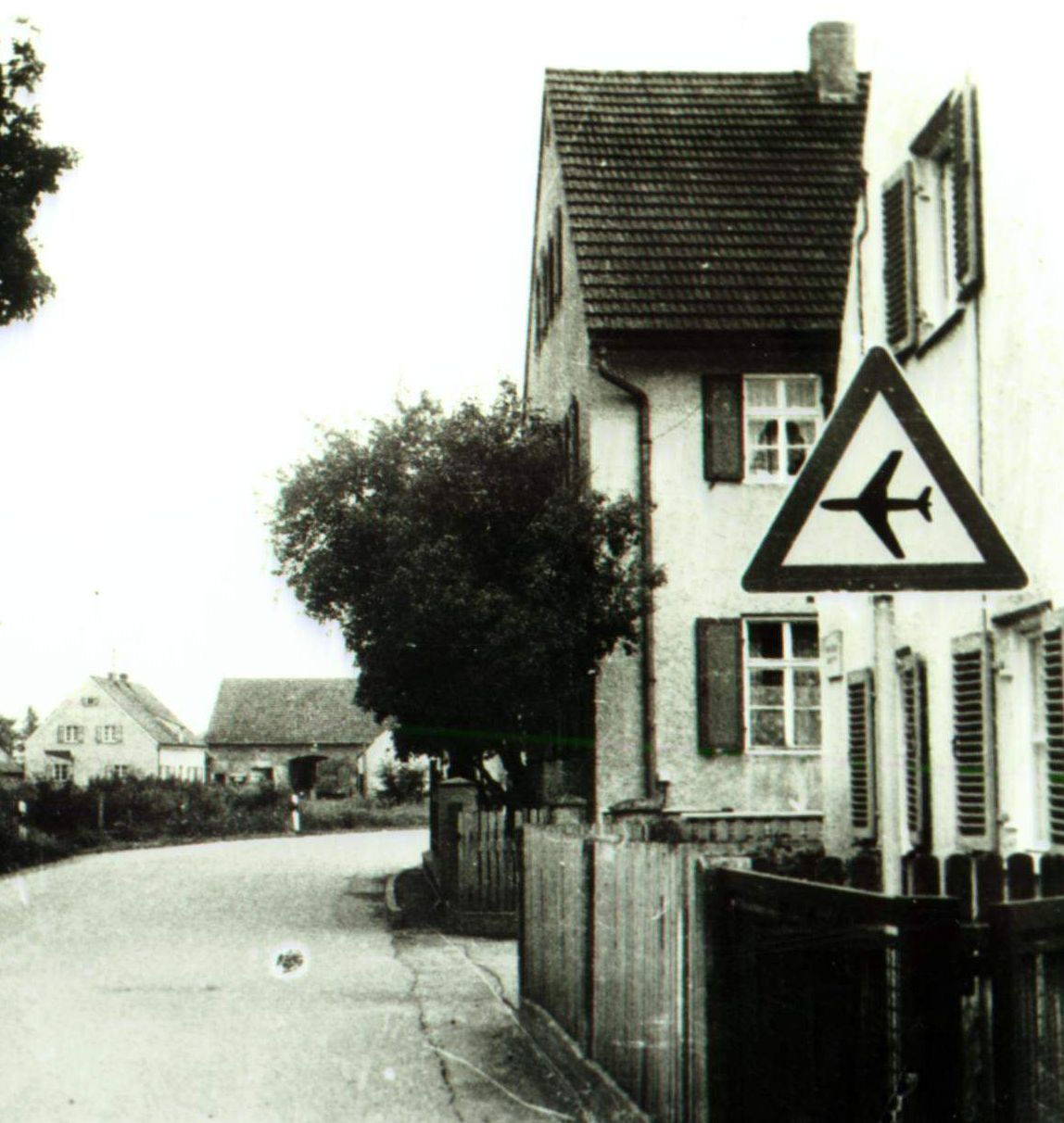
Ein Verkehrsschild warnt vor dem Flugverkehr

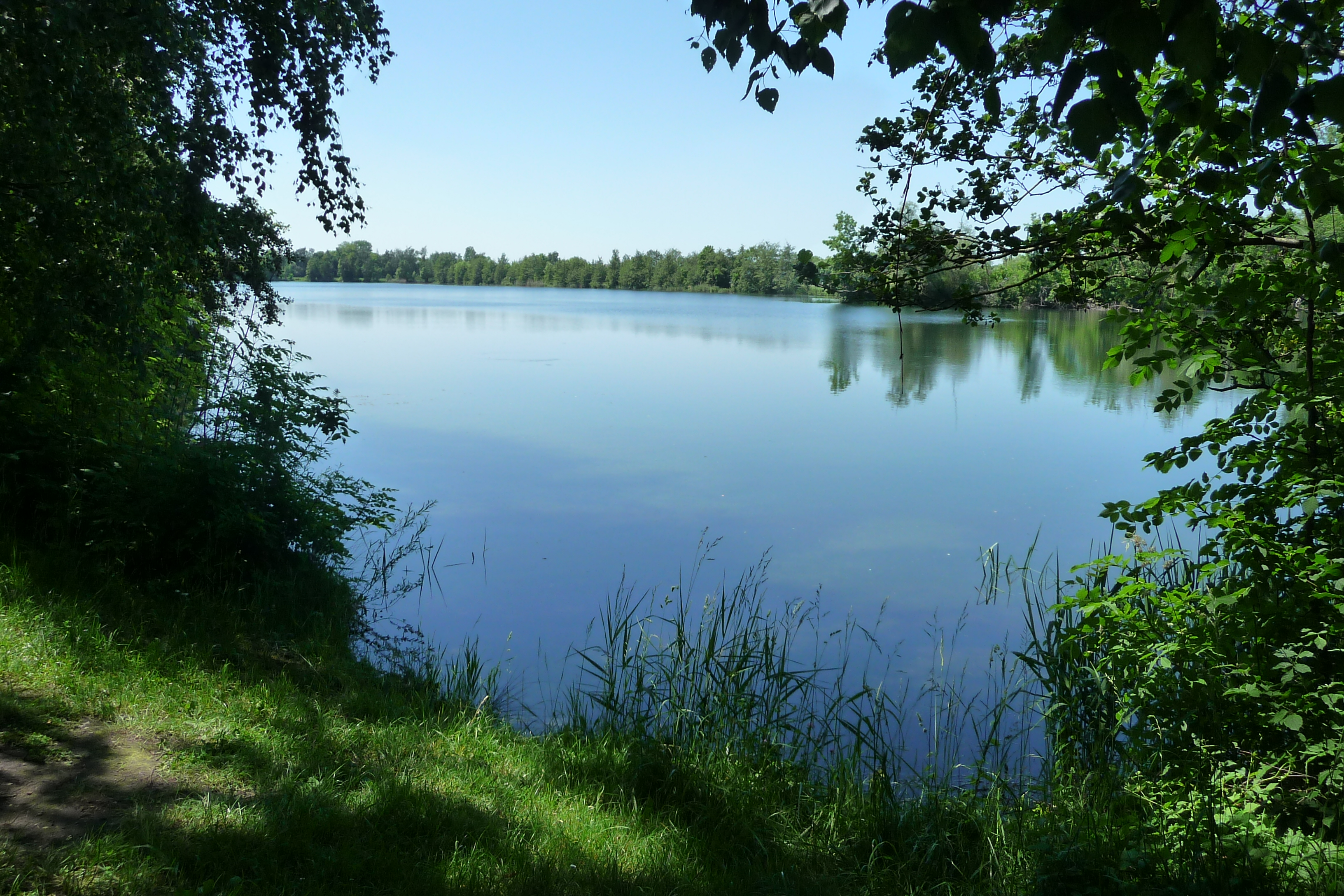
Der Zeller See ist eine Idylle des Ortes

Der Flugplatz Zell war eine militärische Einrichtung und wurde schon vor dem Zweiten Weltkrieg im Zuge der vom NS-Regime betriebenen Aufrüstung der Wehrmacht aus dem Boden gestampft. Während des Krieges, vor allem in den Monaten März und April 1945, wurde die Luftwaffenbasis mehrmals von US-amerikanischen Flugzeugen bombardiert und stark beschädigt. Es gab Todesopfer unter den Bewohnern der umliegenden Dörfer, aber auch große Gebäudeschäden.
Ende der 1950er Jahre erfuhr die Gemeinde Zell, dass auf dem einstigen Fluggelände ein NATO-Flugplatz für die Luftwaffe der neugegründeten Bundeswehr errichtet werden solle. Die Einflugschneise sollte direkt über die Häuser gelegt und über einen Großteil der Grundstücke ein Bauverbot verhängt werden. Die Zeller Bürger setzten sich dagegen zur Wehr. Auch der damalige Bundestagsabgeordnete Karl Heinz Lemmrich wurde eingeschaltet. Doch der Staat hatte ursprünglich taube Ohren. Es kam zu Bürgerversammlungen und Demonstrationen, über die bundesweit berichtet wurde. Schließlich wurde eine Absiedlung außerhalb des Gefahrengebietes genehmigt und die alten Gebäude mit Staatsmitteln abgelöst. 1968 konnte das Richtfest des ersten neu gebauten Hauses gefeiert werden.
Die Lärmbelästigung durch die F-86 bzw. „Starfighter“ (ab 1965) war 1961 nach Inbetriebnahme des Fliegerhorstes Neuburg (bisweilen auch Fliegerhorst Zell genannt) groß, der Schulbetrieb stark gestört. 1971 stürzte ein Starfighter beim Landeanflug in den nahegelegenen Zeller Holzspitz.
Die Umsiedlung ist schon lange abgeschlossen, die meisten Landwirte haben sich auf den ihnen zugewiesenen Grundstücken ein neues Zuhause geschaffen. Die meisten Gewerbebetriebe und auch mancher Nichtlandwirt mussten in den Nachbarorten oder der Stadt Neuburg ihr Domizil errichten. Nur noch wenige Häuser sowie die Kirche stehen noch in Alt-Zell.
Der Zeller See, ein riesiger Baggerweiher, erinnert noch an die umfangreiche Kiesentnahme für den Flugplatzbau. Heute ist der Zeller See eine kleine Idylle für Badegäste.

## Vier Bildstöcke

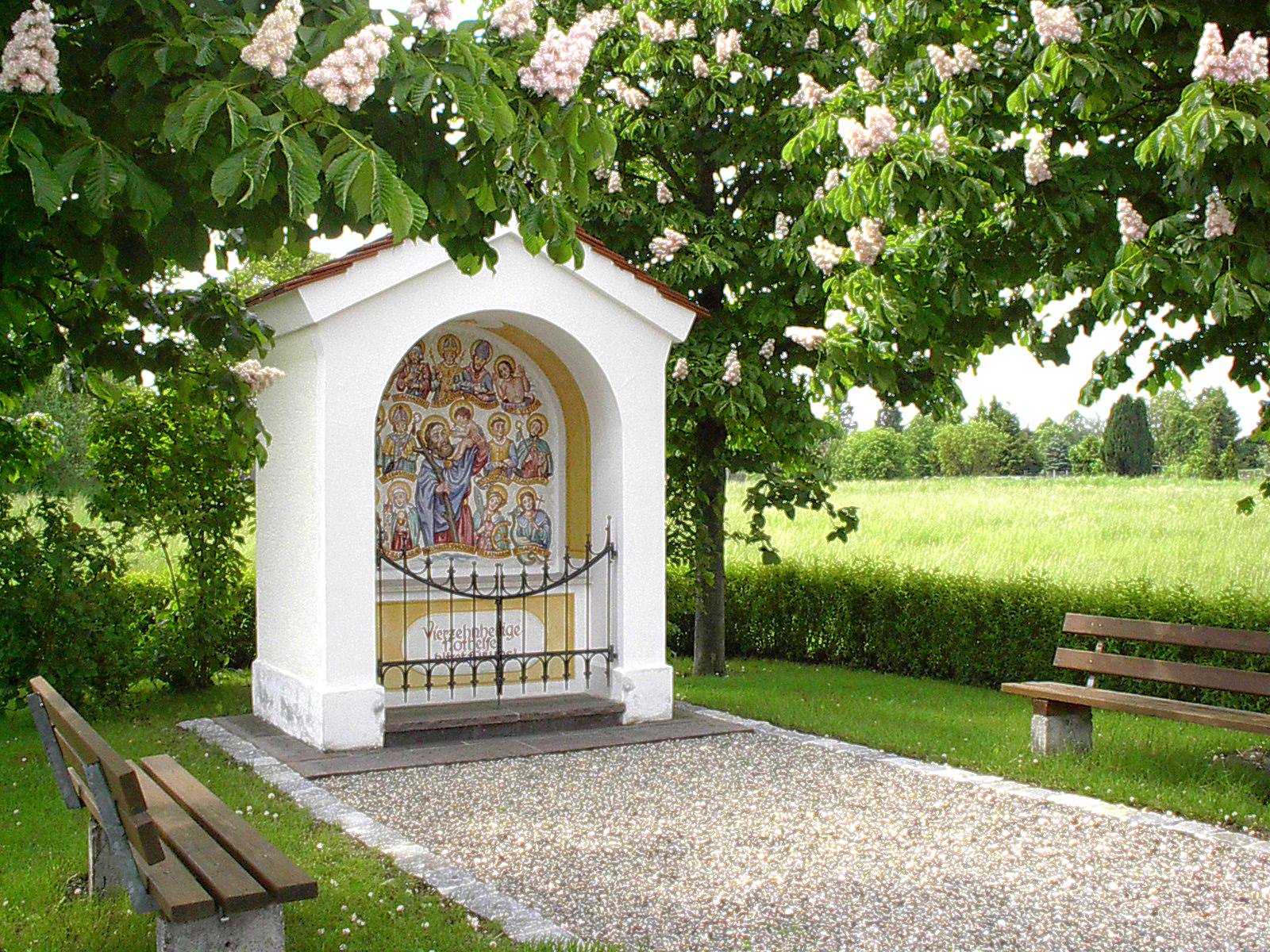
Bildstock zu den Vierzehn Heiligen

Einst standen in Alt-Zell ganz eng zusammengebaut die Häuser und landwirtschaftlichen Gehöfte. Nach dem Bau des Militärflugplatzes und dem Umzug des Dorfes war das ganze Areal mehr oder weniger ungenutzt. 1988 wurden als Schmuckstück und als Zeugnis christlicher Frömmigkeit vier Bildstöcke errichtet. Dies war ein großes Gemeinschaftswerk unter der Regie der Zeller Bürger. Heimische Handwerker leisteten rund tausend freiwillige unentgeltliche Arbeitsstunden für diese Denkmäler. Kirchenmaler Georg Löhnert aus Etting bei Ingolstadt übernahm die Planung und Entwürfe sowie die künstlerische Gestaltung. Die Zuchtstiergenossenschaft von Zell spendete 5000 Mark, weitere Zuschüsse gab es vom Bundesverteidigungsministerium in Bonn, von der Stadt Neuburg und dem Landkreis Neuburg-Schrobenhausen. Die Gesamtkosten wurden auf 34.000 Mark beziffert. Die zukünftige Pflege und Unterhaltung übernahm der Gartenbauverein. Die Weihe der Bildstöcke erfolgte im Rahmen einer zweitägigen Feier am 28. und 29. Mai 1988, an der sich etwa 30 Vereine beteiligten.
An der Neuburger Straße ist der Bildstock mit den Bistumspatronen St. Ulrich und Afra der Diözese Augsburg geziert. Auf dem ehemaligen Schulgrundstück steht der größte Bildstock, der den 14 Nothelfern geweiht ist. An der Kanalbrücke zu den Aussiedlern grüßt Maria als Schutzpatronin. Am Friedhofsgelände ist die Auferstehung Christi dargestellt. Die vier Bildstöcke dienen zugleich als Fronleichnamsaltäre.